# Іллюшин Сергій Володимирович
Сергій Володимирович Іллюшин (нар. 18 (30) березня 1894, д. Ділялево, Вологодська губернія — 9 лютого 1977, Москва) — видатний радянський авіаконструктор. Тричі Герой Соціалістичної Праці (1941, 1957, 1974), семиразовий лауреат Сталінської премії, генерал-полковник-інженер (1957), академік АН СРСР (1968).

## Біографія
Народився 18 (30) березня 1894 року в д. Ділялево Вологодської губернії в родині селянина-бідняка Володимира Івановича Іллюшина та його дружини Ганни Василівни. У сім'ї Ільюшиним було одинадцять дітей, з них вижили і виросли дев'ять (два хлопчики померли в дитинстві). Сергій був наймолодшим.
21 вересня 1921 був зарахований до Інституту інженерів Червоного Повітряного Флоту (з 1922 — Військово-повітряна академія імені Жуковського). Брав активну участь у роботі гуртка планеристів Майстерень важкої і облогової артилерії.
В 1923 у С. В. Ільюшин спроектував свій перший планер «Мастяжарт» (АВФ-3), побудував його разом з учасниками гуртка і взяв участь у Першому Всесоюзному зльоті планеристів в Коктебелі в листопаді 1923 року. Пізніше спроектував і збудував планери «Рабфаковець» (АВФ-4) (1924), «Мастяжарт-2» (АВФ-5) (1924). Четвертий планер «Москва» (АВФ-21) (1925) брав участь в Ренських змаганнях планеристів в Німеччині в серпні 1925 року.
Закінчивши Академію і захистивши дипломний проект (присвячений розробці літака-винищувача), наказом Реввійськради СРСР № 750 за 1926 рік С. В. Ільюшин було присвоєно звання військового інженера-механіка Повітряного Флоту.
З червня 1926 по листопад 1931 працював головою літакової секції Науково-технічного комітету ВПС, де займався вивченням світового досвіду літакобудування, розробкою тактико-технічних вимог до нових літаків. Під керівництвом Іллюшина були складені технічні вимоги до деяких літаків Миколи Полікарпова (в тому числі до У-2), Андрія Туполєва, Дмитра Григоровича. Також в 1930-31 роках Іллюшин працював помічником начальника Науково-випробувального інституту ВПС з науково-технічної частини.
Влітку 1931 Іллюшин написав рапорт з проханням про переведення в авіаційну промисловість і з листопада 1931 по січень 1933 очолював конструкторське бюро Центрального Аерогідродинамічного інституту ЦАГІ.
В кінці 1932 Іллюшин запропонував розділити конструкторське бюро ЦАГІ на дві самостійні структури: ЦКБ авіазаводу № 39 ім. В. Р. Менжинського для будівництва легких літаків і конструкторський відділ ЦАГІ, що займається розробкою важких літаків. Пропозиція була підтримана начальником Глававіапрома Петром Барановим і наркомом важкої промисловості Григорієм Орджонікідзе.
Наказом Глававіапрома від 13 січня 1933 рік було організовано Центральне конструкторське бюро (ЦКБ) авіазаводу ім. В. Р. Менжинського, начальником якого був призначений Іллюшин. Одночасно Іллюшин керував конструкторською бригадою № 3. У вересні 1935 рік а бригада Іллюшина була перетворена в Дослідне конструкторське бюро авіазаводу ім. В. Р. Менжинського, а Іллюшин став Головним конструктором ОКБ.
Первістком Ільюшінского ОКБ став експериментальний бомбардувальник ЦКБ-26. 17 липня 1936 Володимир Коккінакі встановив на цьому літаку перший радянський світовий авіаційний рекорд (висоти підйому вантажу), офіційно зареєстрований Міжнародної авіаційної федерацією (ФАІ).
Пізніше в ОКБ Ільюшина були створені бомбардувальники ДБ-3 (Іл-4), які здійснили ряд нальотів на Берлін в серпні-вересні 1941, а також «літаючий танк» — штурмовик Іл-2, наймасовіший літак СРСР в німецько-радянській війні.
З 1943 ОКБ Іллюшина приступає до розробки пасажирських літаків. Серія цивільних Ілів почалася з Іл-12. За ним пішли Іл-14, Іл-18, Іл-62. Останнім літаком, розробленим під керівництвом Іллюшина, став Іл-62 — флагман Аерофлоту 1960-х — 1970-х років.
Влітку 1970 рік а С. В. Ільюшин через хворобу склав з себе обов'язки керівника ОКБ (наказ міністра авіаційної промисловості СРСР П. В. Дементьєва № 378/К від 28.07. 1970), проте він залишався членом Науково-технічної ради і консультантом.
Помер С. В. Ільюшин в Москві 9 лютого 1977 ріку на 83-му році життя. Похований на Новодівочому цвинтарі.